# Woëvre

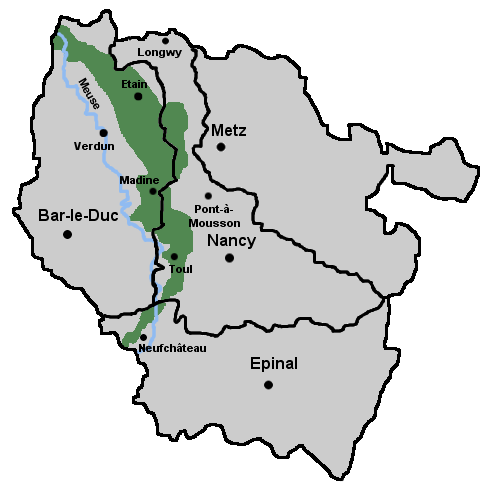
De ligging van de Woëvre in de regio Lotharingen.

De Woëvre is een geografische streek in Lotharingen in het noordoosten van Frankrijk. Het is een licht glooiende vlakte met een gemiddelde hoogte van 220 tot 230 meter die gevormd is tussen twee cuesta's: de Côtes de Meuse in het westen en de Côtes de Moselle in het oosten.
De streekt strekt zich uit van dal van de Chiers in het noorden tot Neufchâteau in het zuiden. Het grootste deel van de streek ligt in het departement Meuse, op de grens met Meurthe-et-Moselle en omvat behalve delen van deze twee departementen nog een klein deel van het departement Vosges.
De belangrijkste plaatsen in de streek zijn Étain en Toul.

## Toponiemen
Veel plaatsen hebben in hun naam een verwijzing naar de streek.
In het departement Meurthe-et-Moselle:
- Manoncourt-en-Woëvre

In het departement Meuse:
- Beney-en-Woëvre
- Boinville-en-Woëvre
- Bonzée-en-Woëvre
- Broussey-en-Woëvre
- Fresnes-en-Woëvre
- Grimaucourt-en-Woëvre
- Herméville-en-Woëvre
- Jonville-en-Woëvre
- Lamarche-en-Woëvre
- Latour-en-Woëvre
- Marchéville-en-Woëvre
- Rouvres-en-Woëvre
- Rupt-en-Woëvre
- Saint-Benoît-en-Woëvre
- Saint-Hilaire-en-Woëvre
- Saulx-en-Woëvre
- Savonnières-en-Woëvre
- Ville-en-Woëvre
- Wadonville-en-Woëvre